# 物業稅
物業稅、房地產稅、不動產稅是政府向地產物業徵收的一種財產稅，通常向物業的業主或租戶等使用者徵收。負責徵收物業稅的政府機構可能會對物業進行估值，並以物業價值的一個百分比作為應繳的物業稅額。世界各國徵收物業稅的方式及稅率各有不同，比如德国目前会根据一个历史上的平均价格数据和地方政府的乘数来收取物业税。

## 中國大陸的物業稅
在中国大陆，物業稅是一種新生事物，它跟現行房產稅、城市房地產稅、土地增值稅以及土地出讓金等都各有異，也有同。物業稅定義還在學術探討階段。1986年9月15日，国务院发布中华人民共和国房产税暂行条例。
2011年1月8日，中华人民共和国房产税暂行条例修订。
2011年1月27号，上海市政府出台个人住房征收房产税试点规定，要求以家庭为单位，第一套房不论面积大小，免征房产税；第二套及以上新购住房，人均60平方米以上部分将征收房产税。适用税率暂定为0.6%，但对应税住房每平方米市场交易价格低于上海市上年度新建商品住房平均销售价格2倍(含2倍)的，税率可暂减为0.4%。
2011年1月27号，重庆市启动了改革试点工作，房产税征税对象包括：对于独栋别墅，不管存量房还是增量房，均要征税；对于房价达到当地均价两倍以上的高档公寓也将征税。此外，对于在重庆无户口、无工作、无投资的“三无”人员，购买两套以上住房的，从第二套开始征收房产税。
2021年10月23日，第十三届全国人民代表大会常务委员会第三十一次会议决定授权国务院在部分地区开展房地产税改革试点工作。

## 香港的房地產稅
香港的房地產稅在可分為差餉、地稅或地租（視乎適用條例）兩種物業稅項。差餉物業估價署每年會為物業評估應課差餉租值，並按其租值每年課以5%的差餉，分四季繳交。另外有關物業視乎規管其地契的適用條例，亦須按地契條款向地政總署繳交地稅，或者按中英聯合聲明的規定按其應課差餉租值每年課以3%的地租，並與差餉一併繳交。
至於在香港被稱為「物業稅」的稅項，其實是針對出租物業收入課稅的入息稅。根據香港《稅務條例》第112章，第5B條《物業稅的徵收》，香港的物業稅是一種直接稅的入息稅，業主只是持有香港物業是不會被課稅。如物業被租出而產生的代價收入，則會按該課稅年度代價收入的八成淨金額（即是“應評稅淨值”）徵收物業稅。

## 台灣的物業稅
在台灣，物業稅包括房屋稅、地價稅、土地增值稅、契稅以及奢侈稅等。

### 房屋稅
房屋稅在台灣屬於地方稅，由地方政府課徵，房屋稅是對房屋所有人在持有期間所課徵的財產稅，課稅範圍包括房屋及附屬於該房屋並增加其使用價值之建築物。所謂的房屋，除一般通稱的房屋外，尚包含其他形狀特殊而供住宅、工作、營業等固定於土地上的建築物在內，如夾層房屋及各種形狀之散裝倉庫、油槽及加油亭等均是，稅率根據用途（自住、住家用途、營業用途），以及持有戶數而有所不同。
房屋稅 = 房屋課稅現值 * 稅率
房屋課稅現值 = 核定單價 × 面積 ×（1 - 折舊率 × 折舊年數）× 街路等級調整率（地段率）
核定單價 = 標準單價 ×（1 ± 各加減項之加減率）± 樓層高度之超高或偏低價

## 美国的房產稅
每年需要缴纳的基本税费有：房产税、物业费、房屋保险费，且因为房屋所在的地区、房屋物业类型等因素而有不同。
- 房地产税（property tax或real estate tax），也称为物业税，或简称为地税，是地方针对房地产征收的郡税，市税，学区税的总称。美国各个州税率不同，在美国，只要你拥有房子，你就要交纳房地产税，在美国税率通常为1-3%，加州大约在1.2-2.0%之间。乔治亚州是税比较低的地区，亚特兰大为例——每年约是房产估价的1%。
  - 房產稅最低的是阿拉巴马州（0.32%）
  - 房產稅最高的是德克萨斯州（1.76%）
- 房屋保险，一般的区域，一栋三十万到五十万的房子，它的房屋保险费每年通常在us$600到$900之间。
- 社区费（如果是住宅大廈則称管理费、物业费）
- 庭院的维护：一些地方政府会限制住宅前方草坪的高度、清潔

## 参見
- 地租
- 从价税